# Echo (Spanien)
Echo är en ort i Spanien.   Den ligger i provinsen Provincia de Huesca och regionen Aragonien, i den nordöstra delen av landet, 400 km nordost om huvudstaden Madrid. Hecho ligger 821 meter över havet och antalet invånare är 977.
Terrängen runt Hecho är kuperad åt sydväst, men åt nordost är den bergig. Hecho ligger nere i en dal. Runt Hecho är det mycket glesbefolkat, med 3 invånare per kvadratkilometer. Hecho är det största samhället i trakten. I omgivningarna runt Hecho växer i huvudsak blandskog.